# Skunkladugård
Skunkladugård är en ladugård som är försedd med ”skunke”, en ungefär 1 ½ meter bred utbyggnad över dörrarna vid stall och fähus, dvs det är egentligen framsidans vägg som är indragen för att ge regnskydd osv. åt bonden då han skulle bära foder från ladan till stallet. ”Skunke” var förr mycket vanligt på ladugårdarna i Ulricehamnsbygden.
Vid hembygdsgården Bogastugan vid Tolken finns en välbehållen skunkladugård från Åkerhult. Ladugården ägs av Södra Vings hembygdsförening, Hökerum